# Bugeat
Bugeat (okcitansko Bujac) je naselje in občina v južnem francoskem departmaju Corrèze regije Limousin. Leta 2008 je naselje imelo 907 prebivalcev.

## Geografija
Kraj leži v pokrajini Limousin ob reki Vézère znotraj naravnega regijskega parka Millevaches, 39 km severozahodno od Ussela.

## Uprava
Bugeat je sedež istoimenskega kantona, v katerega so poleg njegove vključene še občine Bonnefond, Gourdon-Murat, Grandsaigne, Lestards, Pérols-sur-Vézère, Pradines, Saint-Merd-les-Oussines, Tarnac, Toy-Viam in Viam s 2.175 prebivalci.
Kanton Bugeat je sestavni del okrožja Ussel.